# Chruszczowowie

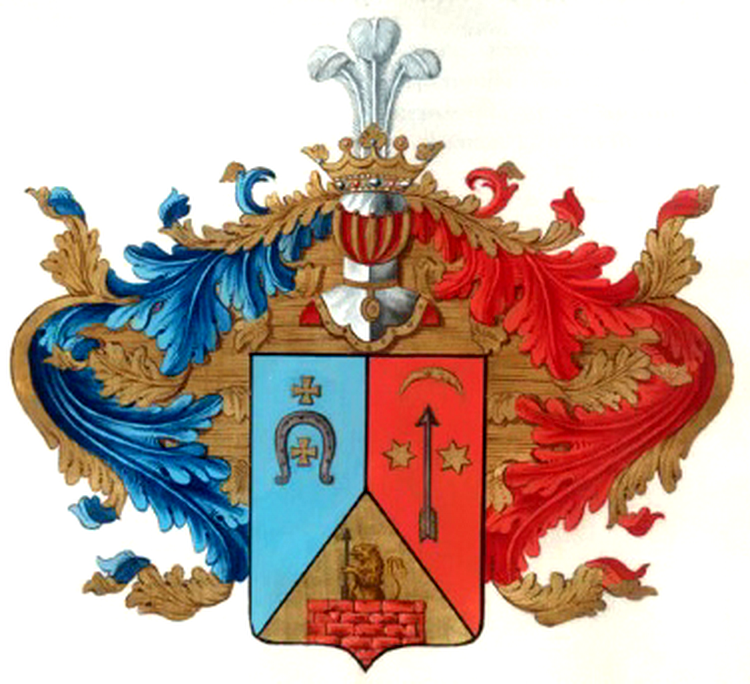
Herb rodu

Chruszczowowie (ros. Хрущёвы) – rosyjski ród szlachecki. 
Założyciel rodu, Iwan Iwanowicz Chruszcz, wyjechał z Polski do wielkiego księstwa moskiewskiego w 1493 roku, gdzie przyjął prawosławie i zmienił nazwisko. Wielki książę Iwan Wasylewicz przekazał mu liczne włości i przyjął na służbę dworską. Dzieci Iwana także zajmowały się służbą dworską i państwową. 
Istnieją jeszcze dwa inne rody o tym nazwisku, co do związków których zarówno ze sobą, jak i z powyższym antenatem brak jakichkolwiek relacji. Są to potomkowie Fatiana Chruszczowa, wymienianego w 1572 roku, oraz potomkowie Grigorija Chruszczowa, wymienianego w początkach XVII wieku. 
Chruszczowowie położyli liczne zasługi w kontaktach zagranicznych z ordą i Polakami, a także z Kozakami dońskimi i Siczą Zaporoską.  